# Emmanuel Candès
Emmanuel Jean Candès (parfois orthographié Candes, sans accent grave, dans les textes anglais) est un mathématicien français né le 27 avril 1970 à Paris. Depuis 2009, il est professeur de mathématiques, de statistique et d'électrotechnique à l'université Stanford, où il est titulaire de la chaire Barnum-Simons en mathématiques et statistique. Il travaille sur l'analyse harmonique numérique, l'analyse multi-échelle, la théorie de l'approximation, l'estimation statistique et la reconnaissance des formes, le traitement du signal, les problèmes inverses et le calcul scientifique, ainsi que l’informatique, l'optimisation mathématique et la théorie de l'information.

## Carrière
Emmanuel Candès est ancien élève de l'École polytechnique de Paris (promotion 1990). Après l’obtention de son diplôme d'ingénieur en 1993,, il poursuit ses études à l'université Stanford, où il obtient en 1998 un Ph.D. en statistiques, sous la direction de David Donoho, avec une thèse intitulée Ridgelets : Theory and Applications. Il rejoint la faculté de Stanford comme professeur assistant en statistique, puis il part en 2000 au California Institute of Technology où il est nommé en 2006 titulaire de la chaire Ronald and Maxine Linde pour les mathématiques appliquées et computationnelles. Il retourne à Stanford en 2009.

## Travaux
Les travaux de la thèse d'Emmanuel Candès introduisent des généralisations des ondelettes qu'il appelle curvelets et ridgelets, capables de capturer des structures de signaux d'ordre supérieur. Cette contribution au traitement d'images et à l'analyse multi-échelle lui a valu le prix Popov en théorie de l'approximation en 2001.
En 2004, un article écrit avec Terence Tao constitue le fondement du domaine de l'acquisition comprimée, qui concerne la reconstruction d'images à partir de peu de mesures apparemment choisies au hasard. Ce domaine a connu depuis un large développement, dont une application est le concept d'une caméra qui peut enregistrer des images avec un seul capteur,, et des outils pour la conception de capteurs distribués qui communiquent à faible coût.

## Publications (sélection)
- Emmanuel J. Candès et Terence Tao, « Near-optimal signal recovery from random projections: universal encoding strategies? », IEEE Transactions on Information Theory, vol. 52, no 12,‎ 2006, p. 5406–5425 (DOI 10.1109/TIT.2006.885507, lire en ligne)
- Emmanuel Candès, Justin Romberg et Terence Tao, « Stable signal recovery from incomplete and inaccurate measurements », Communications on pure and applied mathematics, vol. 59, no 8,‎ août 2006, p. 1207-1223 (DOI 10.1002/cpa.20124, lire en ligne)

## Prix et distinctions
- 2001 : Bourse de recherche Alfred P. Sloan[1].
- 2001 : prix Popov[4].
- 2005 : prix James H. Wilkinson en analyse numérique et calcul scientifique[1].
- 2006 : Prix Alan T. Waterman (en) de la National Science Foundation[9],[10].
- 2008 : Information Theory Society Paper Award de la IEEE Information Theory Society pour l'article avec Terence Tao[5].
- 2010 : prix George Pólya, attribué à Emmanuel Candès et Terence Tao.
- 2011 : prix Collatz de l'ICIAM et la GAMM[11].
- 2011 : prix Lagrange en optimisation continue, de la Mathematical Optimization Society (MOS) et la Society for Industrial and Applied Mathematics (SIAM).
- 2013 : prix Dannie Heineman de l'Académie des sciences de Göttingen.
- 2014 : membre l'Académie nationale des sciences américaine[12] et fellow de l'Académie américaine des arts et des sciences
- 2014 : prix Jean Kuntzmann, Laboratoire Jean Kuntzmann and PERSYVAL-lab
- 2015 : prix George David Birkhoff attribué par l'AMS et la SIAM.
- 2016 : prix Pierre-Simon de Laplace attribué par la Société française de statistique[13].
- 2017 : prix Ralph E. Kleinman attribué par la SIAM[14].
- 2020 : prix Princesse des Asturies (catégorie Recherche scientifique et technique)[15].

Il est conférencier plénier au congrès international des mathématiciens à Séoul en 2014, avec une conférence intitulée Mathematics of sparsity (and a few other things).